# Parafia Ewangelicko-Augsburska w Wiśle Czarnem
Parafia Ewangelicko-Augsburska w Wiśle Czarnem – parafia luterańska w Wiśle, w dzielnicy Czarne, należąca do diecezji cieszyńskiej. 
Parafia powstała w wyniku podziału parafii w Wiśle Centrum z dniem 1 grudnia 1994.
W 2003 parafia skupiała 396 wiernych, natomiast w 2013 należało do niej 417 osób. W 2019 liczyła 413 wiernych.